# IndyCar Series
IndyCar Series (dawniej Indy Racing League – IRL) – seria wyścigowa samochodów o otwartym nadwoziu w Stanach Zjednoczonych.
IRL powołano do życia w 1996 roku z inicjatywy właściciela toru Indianapolis Motor Speedway, Tony’ego George’a jako opozycję serii PPG CART Series. W założeniu mistrzostwa IRL miały być organizowane wyłącznie na torach owalnych w Stanach Zjednoczonych, jednak wraz z upływem lat sytuacja uległa zmianie i do kalendarza trafił wyścig w Japonii (od 2003) oraz tory uliczne i drogowe (od 2005). Sztandarowym wyścigiem serii niezmiennie pozostaje Indianapolis 500 – obok Super Bowl, największe wydarzenie sportowe w Stanach Zjednoczonych.
Początki IRL były dość trudne. Swoje miejsce znaleźli tutaj kierowcy nie odgrywający większej roli w mistrzostwach CART lub też tacy, którzy najlepsze lata swojej kariery mieli już za sobą.Seria nosiła początkowo nazwę USAC Indy Racing League. W 1998 pozyskano sponsora tytularnego firmę Pepe Boys. Przełom nastąpił w 2002 roku, gdy koncerny Honda oraz Toyota zdecydowały się opuścić CART i włączyć się do mistrzostw IRL. Przy okazji nie obyło się bez wzajemnych oskarżeń i wojny na słowa między Tonym George a szefami CART. Wraz z koncernami Hondy i Toyoty do IRL przeszły także najlepsze zespoły (Penske Racing, Ganassi Racing oraz Team Green). Od tego momentu notuje się wzrost prestiżu IRL, lecz większość fanów sportów motorowych ciągle marzy o powrocie do dawnych czasów, gdy o tytule mistrzowskim w Stanach Zjednoczonych decydowała tylko jedna seria wyścigowa.
W 2003 roku seria Indy Racing League dzięki ugodzie prawnej z serią CART uzyskała prawa do używania nazwy IndyCar i od tego sezonu oficjalna nazwa serii to IndyCar Series.
W 2006 roku Toyota wycofała się z IRL, rozpoczynając program startów w serii NASCAR.
22 lutego 2008 Indy Racing League połączyła się z konkurencyjną serią Champ Car (następcą CART) faktycznie ją wchłaniając. Zakończyło to 12-letni rozłam w amerykańskich wyścigach typu open-wheel.
Do serii IndyCar dołączyło pięć zespołów dotychczas startujących w Champ Car a w kalendarzu pojawiły się trzy nowe wyścigi na torach: Long Beach (tylko dla kierowców Champ Car ze względu na kolizję terminów z wyścigiem w Motegi), Edmonton oraz Surfers Paradise (niepunktowany w 2008).
16 października 2011 na torze w Las Vegas, podczas ostatniego wyścigu w sezonie, miał miejsce karambol z udziałem 15 kierowców. W jego wyniku śmierć poniósł mistrz sezonu 2005 Dan Wheldon. Był to czwarty śmiertelny wypadek w tej serii, a pierwszy podczas wyścigu.

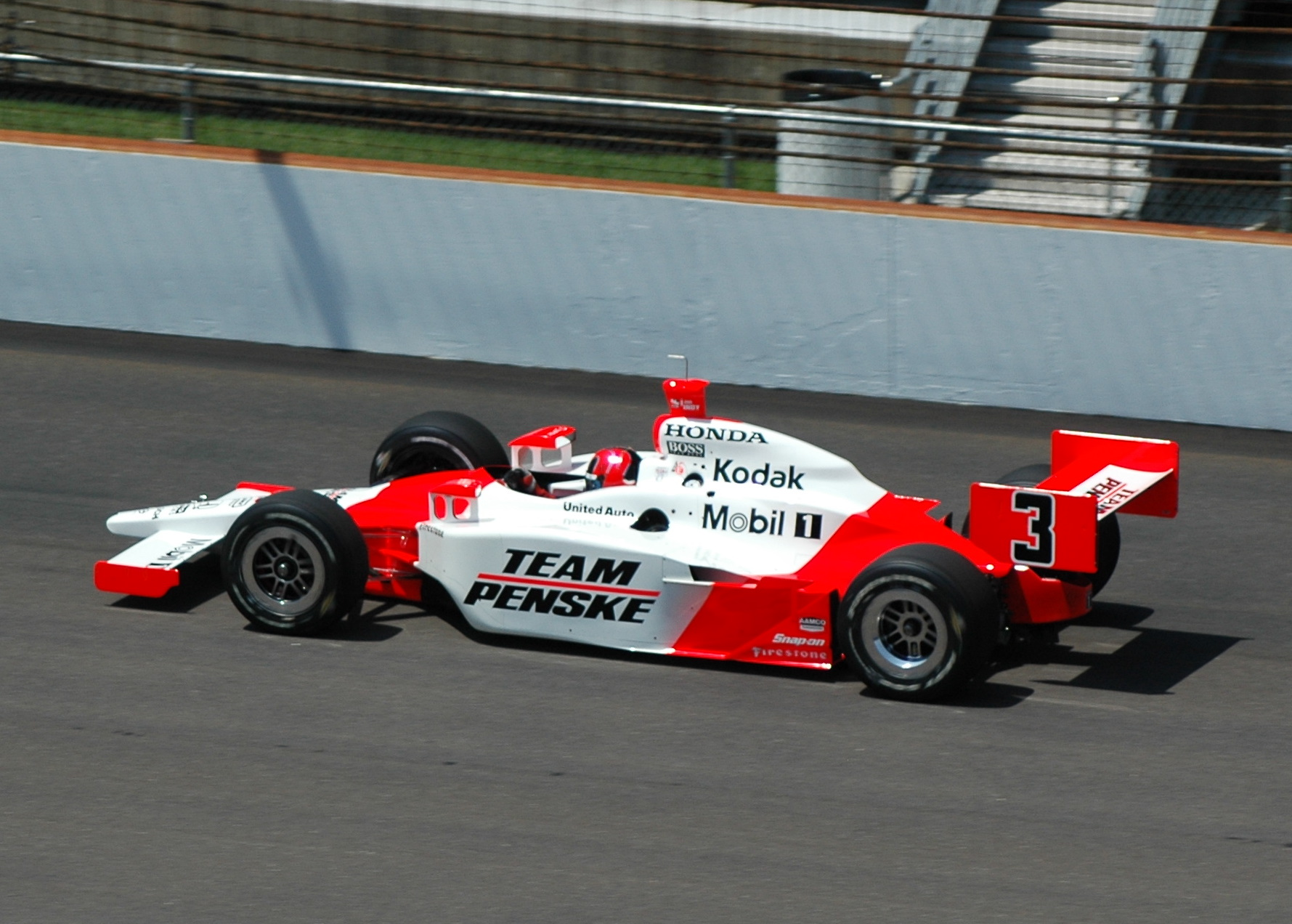
Hélio Castroneves podczas treningu przed wyścigiem Indianapolis 500 w 2007 roku

## Mistrzowie
| Rok                | Kierowca                   | Zespół                                    | Nadwozie/Silnik                          |
| Indy Racing League | Indy Racing League         | Indy Racing League                        | Indy Racing League                       |
| ------------------ | -------------------------- | ----------------------------------------- | ---------------------------------------- |
| 1996               | Scott Sharp i Buzz Calkins | A.J. Foyt Enterprises Bradley Motorsports | Lola/Ford-Cosworth Reynard/Ford-Cosworth |
| 1996-97            | Tony Stewart               | Team Menard                               | G-Force/Oldsmobile                       |
| 1998               | Kenny Bräck                | A.J. Foyt Enterprises                     | Dallara/Oldsmobile                       |
| 1999               | Greg Ray                   | Team Menard                               | Dallara/Oldsmobile                       |
| 2000               | Buddy Lazier               | Hemelgarn Racing                          | Dallara/Oldsmobile                       |
| 2001               | Sam Hornish Jr.            | Panther Racing                            | Dallara/Oldsmobile                       |
| 2002               | Sam Hornish Jr.            | Panther Racing                            | Dallara/Chevrolet                        |
| IndyCar Series     |                            |                                           |                                          |
| 2003               | Scott Dixon                | Chip Ganassi Racing                       | G-Force/Toyota                           |
| 2004               | Tony Kanaan                | Andretti Green Racing                     | Dallara/Honda                            |
| 2005               | Dan Wheldon                | Andretti Green Racing                     | Dallara/Honda                            |
| 2006               | Sam Hornish Jr.            | Penske Racing                             | Dallara/Honda                            |
| 2007               | Dario Franchitti           | Andretti Green Racing                     | Dallara/Honda                            |
| 2008               | Scott Dixon                | Chip Ganassi Racing                       | Dallara/Honda                            |
| 2009               | Dario Franchitti           | Chip Ganassi Racing                       | Dallara/Honda                            |
| 2010               | Dario Franchitti           | Chip Ganassi Racing                       | Dallara/Honda                            |
| 2011               | Dario Franchitti           | Chip Ganassi Racing                       | Dallara/Honda                            |
| 2012               | Ryan Hunter-Reay           | Andretti Autosport                        | Dallara/Chevrolet                        |
| 2013               | Scott Dixon                | Chip Ganassi Racing                       | Dallara/Honda                            |
| 2014               | Will Power                 | Penske Racing                             | Dallara/Chevrolet                        |
| 2015               | Scott Dixon                | Chip Ganassi Racing                       | Dallara/Chevrolet                        |
| 2016               | Simon Pagenaud             | Penske Racing                             | Dallara/Chevrolet                        |
| 2017               | Josef Newgarden            | Penske Racing                             | Dallara/Chevrolet                        |
| 2018               | Scott Dixon                | Chip Ganassi Racing                       | Dallara/Honda                            |
| 2019               | Josef Newgarden            | Penske Racing                             | Dallara/Chevrolet                        |
| 2020               | Scott Dixon                | Chip Ganassi Racing                       | Dallara/Honda                            |
| 2021               | Álex Palou                 | Chip Ganassi Racing                       | Dallara/Honda                            |
| 2022               | Will Power                 | Penske Racing                             | Dallara/Chevrolet                        |
| 2023               | Álex Palou                 | Chip Ganassi Racing                       | Dallara/Honda                            |
| 2024               | Álex Palou                 | Chip Ganassi Racing                       | Dallara/Honda                            |

## Dane techniczne

### Specyfikacja na lata 2007-2011

#### Nadwozie
- Typ: Bolid jednomiejscowy z odkrytymi kołami, odkrytym kokpitem, efektem przyziemnym, przednim i tylnym skrzydłem.
- konstrukcja: W skład monokoku wchodzi kokpit, zbiorniki paliwa i przednie zawieszenie. Silnik jest integralną częścią tylnej pokrywy, w skład której wchodzi także skrzynia biegów i tylne zawieszenie.
- Materiał: Włókno węglowe, kevlar i inne kompozyty.
- Waga: minimum 697,1 kg (tory owalne) i minimum 725,7 kg (tory drogowe). Waga bolidu bez paliwa i kierowcy, ze wszystkimi smarami oraz płynami.
- Długość: minimum 4877 mm (192 cale).
- Szerokość pomiędzy 1969 mm a 1994 mm (77,5 a 78,5 cala).
- Wysokość: około 965 mm (38 cali).
- Rozstaw osi: 3,086 mm – 3,099 mm (121,5 – 122 cale).
- Rozmiar kół: Przód – 381 mm (15 cali) średnicy, 254 mm (10 cali) szerokości, tył – 381 mm (15 cali) średnicy, 356 mm (14 cali) szerokości.
- Skrzynia biegów: XTRAC, sześciobiegowa, manualna, umieszczona na tylnej osi.
- Opony: Firestone Firehawk, średnica z przodu 635 – 660 mm (25-26 cali), z tyłu 673 – 699 mm (26,5 – 27, 5 cala).
- Pojemność baku paliwa: 83,5 litra (standardowo)
- Konstruktor: Dallara Automobili.

#### Silnik
- Typ: wolnossący V8 o pojemności 3,5 litra, 32-zaworowy z dwoma wałkami rozrządu w głowicy (DOHC).
- Masa: 127 kg (280 funtów), bez sprzęgła, elektronicznej jednostki sterującej itp.
- Obroty: 10 500 obr./min (ograniczone przepisami).
- Moc: 650 KM (485 kW)
- Paliwo: 100% bioetanol
- System wtrysku: elektroniczny

### Specyfikacja od roku 2012

#### Nadwozie
- Typ: Bolid jednomiejscowy z odkrytymi kołami, odkrytym kokpitem, efektem przyziemnym, przednim i tylnym skrzydłem.
- Długość: 5012 mm (197 cali)
- Szerokość: 2011 mm (79 cali)
- Wysokość: 1127 mm (44 cale)
- Rozstaw kół: 1940 mm (76 cali)
- Rozstaw osi: 2997 mm (118 cali) i 3073 mm (121 cali)
- Waga: 710 kg (1565 funtów)
- Rozkład masy: Przód – 43%, tył 57%.
- Pojemność baku paliwa: 70 litrów (standardowo)
- Konstruktor: Dallara Automobili.

#### Silnik
- Typ: turbodoładowany V6 o pojemności 2,2 litra, cztery zawory na cylinder, jedna lub dwie turbiny.

## Regulamin
Kwalifikacje
W IndyCar obowiązują dwa różne systemy przeprowadzania kwalifikacji, jeden dla torów drogowych, drugi dla owalnych. Na torach drogowych odbywają się trzy sesje kwalifikacyjne. W pierwszej kierowcy podzieleni są na dwie grupy. Do drugiej sesji przechodzi 6 najszybszych z każdej grupy. Następnie z tej 12 sześciu najlepszych przechodzi do trzeciej sesji, podczas której walczą o pole position. Na owalach rozgrywana jest jedna sesja kwalifikacyjna, w której udział biorą wszyscy zawodnicy. Każdy zawodnik przejeżdża indywidualnie przeważnie dwa lub cztery okrążenia pomiarowe, zależnie od toru. Specyficzny system kwalifikacji występuje w wyścigu Indianapolis 500, gdzie odbywa się kilka sesji kwalifikacyjnych.
Wyścig
W wyścigu kierowcy startują w dwóch rzędach, start do wyścigu jest lotny. Zakończenie wyścigu ma miejsce zwykle po przejechaniu całego dystansu wyścigu lub upływie 2 godzin od momentu startu.
Punktacja
Zwycięzca wyścigu otrzymuje 50 punktów. Drugi na mecie dostaje ich 40, a trzeci 32. Kierowcy, którzy zajęli miejsca od czwartego do siedemnastego otrzymują punkty według systemu 28-26-24-23-22-21-20-19-18-17-16-15-14-13. Za miejsca od 18 do 26 jest 12 punktów, a za kolejne pozycje zawodnik otrzymuje 10 punktów. Od 2009 zawodnik, który przejechał najwięcej okrążeń na prowadzeniu, otrzymuje 2 punkty, a zwycięzca kwalifikacji 1 punkt. Od 2010 przyznawane są także dodatkowe punkty za kwalifikacje do wyścigu Indianapolis 500. Zdobywca pierwszego pola startowego otrzymuje 25 punktów, drugi 20, trzeci 15 i tak dalej. Każdy kierowca, który zajął miejsce dalsze od piątego otrzymuje 3 punkty.